# 尾道市立市民病院
尾道市立市民病院（おのみちしりつしみんびょういん）は、広島県尾道市にある医療機関。

## 沿革
- 1930年7月 - 尾道市立尾道診療所開設。
- 1936年9月 - 尾道市立尾道厚生病院開設。
- 1957年4月 - 尾道市立市民病院と改称。
- 1969年3月 - 救急告示病院となる。
- 1983年4月 - 現在地（尾道市新高山）に開院。
- 2009年4月 - 尾道市立市民病院附属瀬戸田診療所開院。

## 診療科
- 内科
- 呼吸器内科
- 消化器内科
- 循環器内科
- アレルギー科
- 神経内科
- 外科
- 整形外科
- リウマチ科
- 小児科
- 脳神経外科
- 肛門外科
- 産婦人科
- 皮膚科
- 泌尿器科
- 耳鼻咽喉科
- 眼科
- 放射線科
- 麻酔科
- リハビリテーション科
- 歯科
- 歯科口腔外科

## 交通アクセス
- JR山陽本線尾道駅より、おのみちバスに乗車して「市民病院前」下車。

## 関連施設
- 尾道市立市民病院附属瀬戸田診療所（尾道市瀬戸田町）